# Hotel Alfonso XIII
L'Hotel Alfonso XIII è uno storico albergo di Siviglia, che si trova in Calle San Fernando, accanto all'Università di Siviglia.
Progettato dall'architetto José Espiau y Muñoz, fu costruito tra il 1916 e il 1928 per ospitare le personalità invitate all'Esposizione Iberoamericana del 1929 e fu inaugurato il 28 aprile 1929 alla presenza del re Alfonso XIII e della regina Vittoria Eugenia di Battenberg.
Nel 1931, a seguito della deposizione del re Alfonso XIII durante la Seconda Repubblica, l'hotel fu ribattezzato Hotel Andalucía Palace, per poi recuperare il nome originale, che conserva tuttora.
L'edificio è in stile neomudéjar con un tocco regionale andaluso e mostra una ricchezza di elementi decorativi e di dettagli, realizzati con materiali semplici come mattoni, intonaco, legno e ceramica. L'interno ostenta ricchezza e prestigio con archi e colonne, pavimenti in marmo e legno, raffinati tappeti provenienti dalla Real Fábrica de Tapices, lampadari in bronzo decorati con cristalli di Boemia e placcati in oro e azulejos a decorare pareti e soffitti.
L'hotel è stato dichiarato Bene d'interesse culturale nel 1998 ed è di proprietà del Comune di Siviglia, ma gestito dalla divisione The Luxury Collection di Starwood.

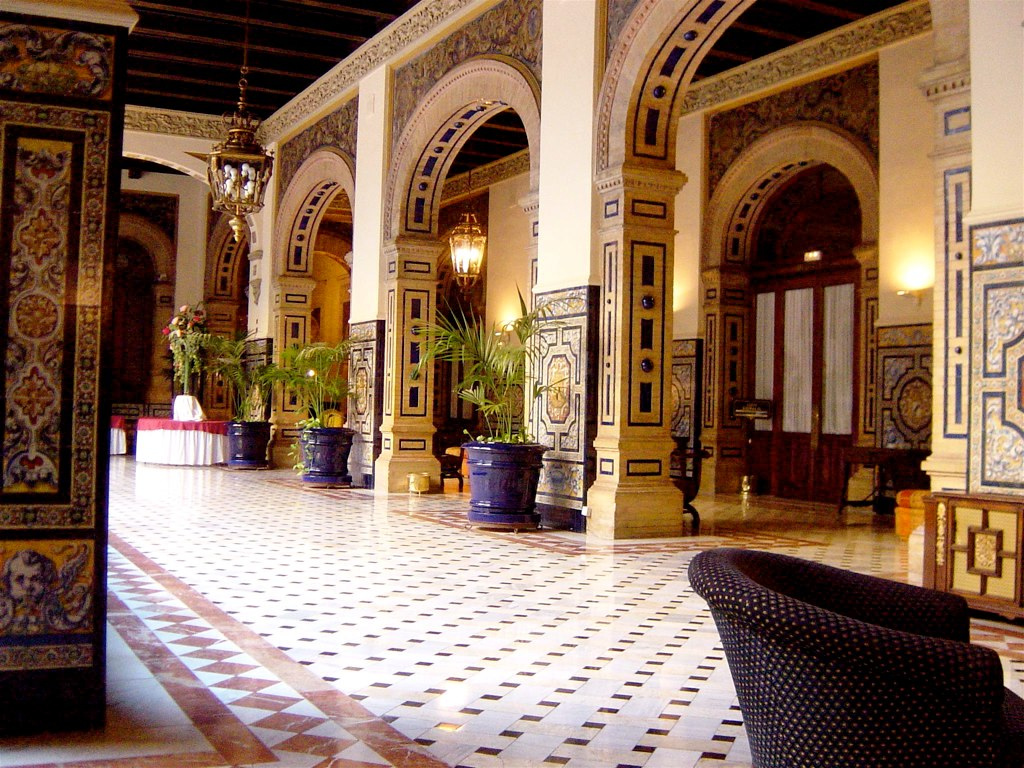
Interni dell'hotel

L'hotel ha 148 stanze e ha ospitato diverse personalità illustri come il principe Carlo e la principessa Diana e celebrità come Brad Pitt, Angelina Jolie, Tom Cruise, Cameron Díaz, Madonna e Grace Kelly.